# Emil Herzberg
Emil Herzberg (* 24. August 1820; † 26. Oktober 1881) war ein deutscher Richter und Parlamentarier.

## Leben
Herzberg studierte Rechtswissenschaften an der Friedrich-Wilhelms-Universität Berlin und wurde Mitglied des Corps Hanseatia Berlin. Nach dem Studium wurde er zunächst Staatsanwalt in Ostrowo. Anschließend schlug er die Richterlaufbahn ein. Er wurde Kreisgerichtsdirektor in Schneidemühl und danach in Bromberg. Er wurde Vizepräsident des Appellationsgerichts in Insterburg und war zuletzt Präsident des Landgerichts Königsberg.
Herzberg saß von 1855 bis 1858 als Abgeordneter des Wahlkreises Posen 7 im Preußischen Abgeordnetenhaus. Er gehörte der Fraktion Büchtemann an.